# Freiburger Bachchor
Der Freiburger Bachchor ist ein Oratorienchor in der Stadt Freiburg im Breisgau. Sein Repertoire umfasst einen Großteil der bedeutenden oratorischen Literatur des 18. bis 20. Jahrhunderts. Darüber hinaus singt der Chor A-cappella-Werke.

## Geschichte
Theodor Egel gründete im Wintersemester 1943/44 den Freiburger Bachchor als Studentenchor an der Freiburger Universität. Am 5. März 1944 brachte der Chor im Freiburger Münster die Matthäuspassion von Johann Sebastian Bach zur Aufführung. 39 Jahre lang stand der Chor unter der Leitung von Theodor Egel; seit 1983 war Hans Michael Beuerle Leiter des Chores. Nach dem Tod von Hans Michael Beuerle am 15. Januar 2015 übernahm Wolfgang Schäfer übergangsmäßig die Leitung des Chores bis zur Ernennung eines Nachfolgers. Im März 2016 wurde Hannes Reich zum neuen künstlerischen Leiter gewählt.
Mehrmals im Jahr führt der Chor große Werke der Chorliteratur auf. Konzertreisen haben den Chor unter anderem in die Schweiz, nach Frankreich, Italien, Großbritannien, in die Ukraine und nach Japan geführt.

## Chorleiter
- 1943–1983: Theodor Egel
- 1983–2015: Hans Michael Beuerle
- 2015: Wolfgang Schäfer
- 2016–2023: Hannes Reich
- seit 2023: Frank Markowitsch